# Ахшарумов, Николай Дмитриевич
Никола́й Дми́триевич Ахшару́мов (1820—1893) — русский писатель и литературный критик.

## Биография
Родился, по одним сведениям — в Санкт-Петербурге 3 (15) декабря 1819 года, по другим — в имении Д. А. Ровинского близ Кунцева под Москвой; датой рождения источники называют также 10 декабря 1820 года, а также 3 (15) декабря 1814 года. Был старшим из пяти сыновей военного историка генерал-майора Д. И. Ахшарумова; брат поэта В. Д. Ахшарумова и петрашевца Д. Д. Ахшарумова. После окончания Царскосельского лицея (вып. X) в 1839 году поступил на службу в канцелярию военного министерства; в 1845 году вышел в отставку.
В середине 1840-х годов слушал лекции в Петербургском университете, изучал живопись в Академии художеств.
Был незаурядным шахматистом. Состоял членом Петербургского общество любителей шахматной игры.
Умер 18 (30) августа 1893 года. Похоронен в селе Спасское-Манухино (Сетунь) Московского уезда.

## Творчество
Перу Ахшарумова принадлежат повести, романы и критические статьи в разных изданиях («Отечественные записки», «Эпоха», «Русский вестник», «Всемирный труд», «Заря», «Новое время», «Нива», «Вестник Европы», «Вестник изящных искусств»).
Первое литературное произведение — повесть «Двойник», опубликованная под псевдонимом Чернов в журнале «Отечественные записки» (1850, № 1). Затем был опубликован ряд других романов и повестей: «Чужое имя» («Русский Вестник», 1861, т. 31-35), «Мудрёное дело» (1864), «Граждане леса» («Всемирный Труд», 1867, № 4 — 6), «Мандарин» (1870), «Конец с красной меткой» («Вестник Европы», 1889, № 8) и т. д.
Занимался также публицистикой. В статье «Порабощение искусства» («Отечественные записки», 1857, № 7) заявил себя поборником чистого искусства. Его разбор романа Гончарова «Обломов» («Русский Вестник», 1860, № 1) обратил на себя внимание критики, и Петербургская академия наук поручила ему дать отзыв о драме Писемского «Горькая судьбина», представленной автором на соискание Уваровской премии. Ему же принадлежат критические статьи о «Преступлении и наказании» Достоевского («Всемирный Труд», 1867, № 3), «Об основных началах психологии» Спенсера («Всемирный Труд», 1867, № 10), «Войне и мире» Толстого («Всемирный Труд», 1868 № 4 и 1869, № 3), о романе «Один в поле не воин» Шпильгагена, статьи «Задачах русской живописи» и «Об идеале в области пластических искусств» («Вестник изящных искусств») и др.
Энциклопедический словарь Брокгауза и Ефрона отмечал, что Ахшарумов стремился
… доставить читателю интересное и занимательное чтение, и потому [его произведения] отличаются фантастичностью сюжета, живостью рассказа и необычайными положениями героев.

«Биографический словарь» характеризует творчество автора более критически:
Писатель небольшого таланта и умеренно-либерального склада, воспитанный в правах и литературных понятиях сороковых годов и несколько напуганный шестидесятыми, А. поставлял для журналов довольно разнообразного политического направления занимательное чтение. Его романы и повести, с весьма неглубокой психологической разработкой, с примитивной обрисовкой характеров, читались «средней» публикой исключительно ради более или менее интересной фабулы, которую А. строил на фантасмагории, на уголовщине, на психиатрии, на неестественно-вулканической игре страстей; сюжет у него всегда надуман, положения — мелодраматические, жизненной правды мало.
Некоторые критики считают Ахшарумова основоположником русского уголовного романа, а его роман «Концы в воду» — родоначальником «русского триллера».
Отдельные произведения Ахшарумова написаны в жанре, близком к фантастике. Так, в романе «Двойник» (1850; 1895) обсуждается возможность научным путём создать двойников человека. Роман «Граждане леса» (1867; 1895) — аллегорическая сказка об утопической попытке героя привить общинное устройство разумным лесным животным, объединённым общим языком. В жанре фантастики написан также рассказ «Игрок» (1858; 1895), герои которого попадают в «шахматный мир». Рассматривая творчество Н.Д. Ахшарумова в аспекте его репутации, А. Козлов приходит к выводу, "В историко-литературной перспективе, как можно легко убедиться, победила криминально-детективная линия бульварного, остросюжетного, сенсационного романа. <...> Именно этот выбор, определенный такими текстами, как «Чужое имя», «Мандарин» и «Концы в воду», равно как и последующей «формульной литературой», окончательно лишил Ахшарумова права на имя в большой литературной истории".

## Публикации

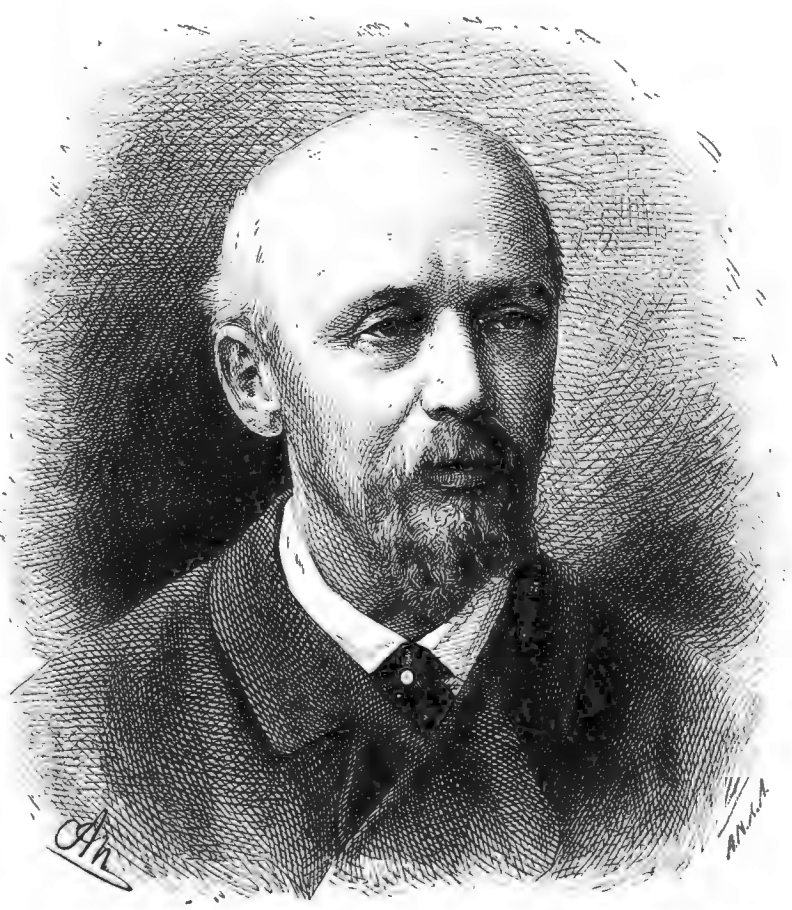
Николай Дмитриевич Ахшарумов

### Книги
- Весна: Литературнй сборник на 1859 год. (Содержит стихотворения и песни брата Владимира Дмитриевича Ахшарумова и повесть Петербургские ночи, литературное дебью Юлиуса Галактионовича Жуковского и критические отметки Николая Ахшарумова о романе Тысяча душ Алексея Писемскаго, комедии Воспитанница А. Н. Островского и романе Дворянское гнездо И. С. Тургенева
- Мудрёное дело : Из летописей русской словесности. — СПб.: тип. Н. Тиблена и К°, 1864. — 314 с.
- Война и мир, сочинение графа Л. Н. Толстого : Ч. 1-4 : Разбор Николая Ахшарумова. — СПб.: тип. д-ра М. Хана, 1868—1869. — 40 с.
- (совм. с Н. Д. Дмитриевым-Оренбургским). Русские сказки. — СПб.: тип. О. И. Бакста, 1869. — 150 с.
- Мандарин : Роман в 4-х ч.. — СПб.: тип. Майкова, 1870. — 453 с.
- Во что бы то ни стало. — СПб.: тип. А. С. Суворина, 1881. — 586 с.
- Двойник. — СПб.: К. М. Ремезовой, 1895. — 287 с.
- Ночное : (Рассказ часового мастера). — СПб.: тип. Е. Евдокимова, 1896. — 287 с.
- Смерть Слепцова : Кавк. быль. — СПб.: тип. Е. Евдокимова, 1896. — 287 с.
- Русские сказки для детей. — СПб.: Н. С. Аскарханов, 1911.
  - Вып. 1 : Ветрова хозяюшка
  - Вып. 2 : Сказка о Луке Шабашникове
  - Вып. 3 : 1. Ночлег ; 2. Дуня
  - Вып. 4 : 1. Морока ; 2. Серебряный дождь
  - Вып. 5 : 1. Волчок ; 2. О педагогическом значении сказки
  - Вып. 6 : 1. Маланьины стрелки ; 2. Сват
- Концы в воду. — М.: Современник, 1996.